# بگینتون
بگینتون (به انگلیسی: Baginton) یک روستا و محله مدنی در بریتانیا است که در واریک واقع شده‌است. بگینتون ۷۵۵ نفر جمعیت دارد.